# Cowa!
Cowa! est un manga d'Akira Toriyama sorti en 1997 au Japon puis édité en français en 1999 par Glénat.

## Synopsis
Cowa raconte l'histoire de Païfu, un petit vampire qui fait partie de la race des démons. Ces derniers sont abasourdis par les capacités des humains à être mauvais et pouvoir tuer de sang froid. Païfu vivra toute une série d'aventures avec ses amis démons.

## Analyse
Après les aventures d'un démon teigneux (Ackman), Akira Toriyama change de registre tout en restant dans l'humour fantastique. Un nouveau thème récurrent de Toriyama qui a déjà été exploité dans Ackman et se retrouvera aussi dans Sand Land : des démons moins mauvais que les humains. Plus d'une vingtaine de pages de ce manga sont en couleurs.